# Borsonella pinosensis
Borsonella pinosensis är en snäckart som beskrevs av Bartsch 1944. Borsonella pinosensis ingår i släktet Borsonella och familjen kägelsnäckor. Inga underarter finns listade i Catalogue of Life.